# Combat de Foz de Arouce
Guerre d'indépendance espagnole
Batailles
- Astorga (03-1810)
- Ciudad Rodrigo (04-1810)
- Barquilla (07-1810)
- La Côa (07-1810)
- Almeida (07-1810)
- Villagarcia (08-1810)
- Trant
- Fuente de Cantos (09-1810)
- Buçaco (09-1810)
- Torres Vedras
- Pombal (03-1811)
- Redinha (03-1811)
- Condeixa
- Casal Novo (03-1811)
- Foz de Arouce (03-1811)
- Sabugal (04-1811)
- Fuentes de Oñoro (05-1811)
- Almeida  (04-1811)

Le combat de Foz de Arouce se déroula le 15 mars 1811 à Foz de Arouce, près de Lousã, dans le cadre de la troisième invasion française du Portugal. Il fait partie d'une série de petits combats retardateurs livrés par l'arrière-garde de l'armée française sous les ordres du maréchal Michel Ney à l'armée anglo-portugaise commandée par Arthur Wellesley de Wellington. L'affrontement se solda par la retraite des forces françaises.

## Contexte
Durant la troisième invasion napoléonienne du Portugal en 1810, l'armée française du maréchal Masséna fut arrêtée dans sa marche sur Lisbonne par les lignes de Torres Vedras, un ensemble de fortifications destiné à protéger l'accès à la capitale portugaise. Après avoir piétiné devant les lignes pendant un mois, Masséna battit en retraite sur Santarém et Rio Maior. Le maréchal se dirigea ensuite vers Coimbra via le fleuve Mondego afin d'y réunir des approvisionnements. 
Arrivé à Condeixa, Masséna réalisa qu'il n'avait pas les moyens de demeurer dans la vallée du Mondego et décida de poursuivre sa route vers la frontière espagnole. Son premier objectif était Celorico où il devait se joindre à la division Conroux du IXe corps. Tandis que le VIIIe corps reculait sur l'axe principal Condeixa-Casal Novo-Miranda do Corvo avec les véhicules du train, le VIe corps, sous les ordres du maréchal Michel Ney, continuait de former l'arrière-garde de l'armée. Le 14 mars eut lieu le combat de Casal Novo qui n'empêcha pas les troupes françaises de poursuivre leur marche vers Celorico. Dans l'après-midi, le IIe corps, qui avait emprunté un autre itinéraire, rejoignit le gros des forces de Masséna à Miranda do Corvo, ce qui porta les effectifs de ce dernier à 44 000 hommes. L'armée française évoluait cependant sur un territoire montagneux et difficilement praticable, ce qui poussa Masséna à ordonner la destruction de tout le matériel susceptible de retarder sa marche.
Après avoir détruit une grande partie de ses bagages le 14 mars, l'armée française reprit sa retraite pendant la nuit. Le IIe corps s'avançait en tête, suivi du VIIIe corps puis du VIe corps qui continuait d'assurer l'arrière-garde. Ney ordonna d'incendier le village de Miranda do Corvo afin de retarder la progression des troupes anglo-portugaises puis repartit le 15 au matin. À l'issue de marches forcées, les IIe et VIIIe corps atteignirent la vallée de la Ceira à hauteur du village de Foz de Arouce et traversèrent la rivière sur un pont en partie effondré mais toujours praticable. Quelque temps plus tard, Ney arriva à son tour sur les lieux et fit franchir le cours d'eau à la division Loison et à une brigade de la division Mermet, tandis que lui-même demeurait sur la rive gauche de la Ceira avec la division Marchand, l'autre brigade de la division Mermet et la cavalerie légère du général Lamotte. De son côté, Wellington, contrarié par un épais brouillard aux premières heures du jour, ne relança la poursuite que tardivement dans la matinée du 15. Le général en chef de l'armée alliée ne souhaitait pas avancer à l'aveuglette par crainte d'être surpris par les Français et ce n'est qu'une fois la vue dégagée, et la confirmation que les troupes de Masséna déployées de l'autre côté de la rivière Eça n'étaient pas en mesure d'intervenir, qu'il ordonna de reprendre l'offensive.

## Forces en présence

### Ordre de bataille français

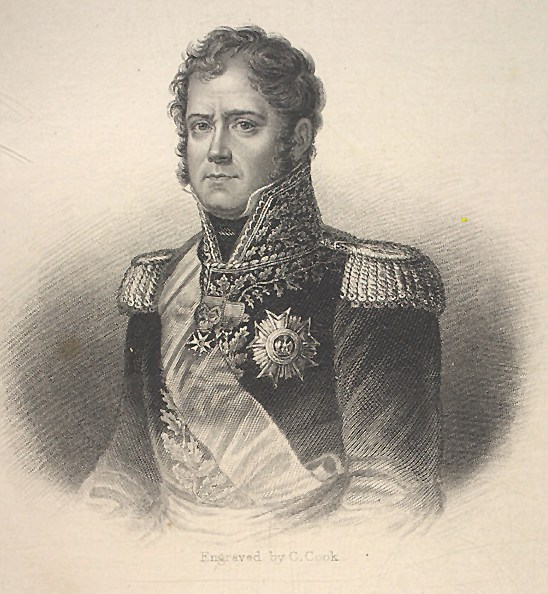
Le maréchal Michel Ney, commandant les forces françaises.

Du côté français furent engagées deux divisions appartenant au VIe corps d'armée du maréchal Ney. Les états de situation se réfèrent à la date du 1er janvier 1811 et ne sont donc pas totalement conformes à la réalité, mais donnent toutefois une idée des effectifs engagés le 15 mars : 
- 1re division d'infanterie : général de division Jean Gabriel Marchand — 182 officiers et 4 805 hommes du rang
- 2e division d'infanterie : général de division Julien Auguste Joseph Mermet — 212 officiers et 6 040 hommes du rang
- Brigade de cavalerie légère : général de brigade Auguste Étienne Marie Gourlez de Lamotte — 48 officiers et 640 hommes du rang[5].

Smith évalue les effectifs français engagés à environ 7 000 hommes.

### Ordre de bataille anglo-portugais
Seules deux divisions britanniques prirent part au combat,,,. Toutefois, Wellington pouvait encore compter sur trois autres divisions britanniques (les 1re, 5e et 6e) ainsi que sur deux brigades portugaises indépendantes (1re et 5e). Les formations engagées furent : 
- 3e division : major-général Thomas Picton — 6 050 hommes (4 500 Britanniques et 1 550 Portugais)
- Light Division (« division légère ») : major-général William Erskine — 4 300 hommes (3 400 Britanniques et 900 Portugais).

Smith évalue les effectifs anglo-portugais engagés à environ 8 000 hommes et 12 canons.

## Déroulement du combat
La journée était déjà bien avancée lorsque la division légère et la 3e division arrivèrent à proximité de la Ceira. La plus grande partie des troupes de Masséna était déployée sur les collines de la rive droite mais la division Marchand, une brigade de la division Mermet et la cavalerie de Lamotte se trouvaient encore sur la rive gauche. Picton et Erskine estimèrent qu'il était trop tard pour lancer une attaque, d'autant plus que la division la plus proche, la 6e, n'était pas encore en mesure de les soutenir. Ils ordonnèrent donc à leurs unités d'installer leur campement et de mettre en place des piquets de surveillance. Wellington arriva sur le terrain peu avant la tombée de la nuit. 

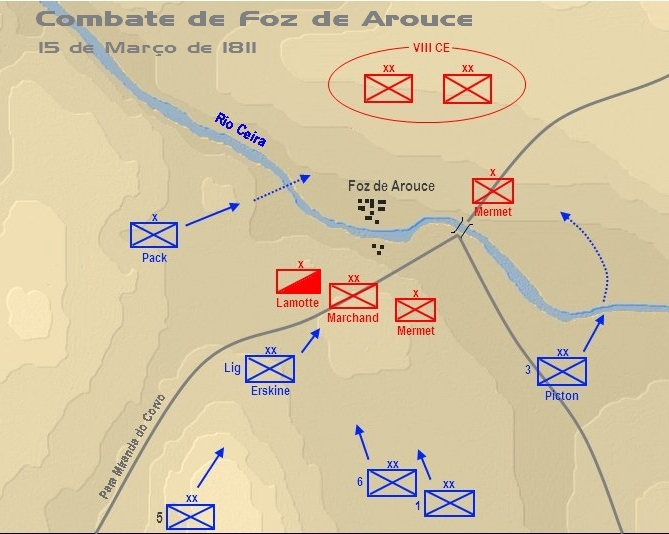
Positions et mouvements des belligérants lors du combat de Foz de Arouce.

Le raisonnement des deux généraux britanniques était sensiblement le même que celui de Ney, qui ne s'attendait pas à devoir livrer bataille à une heure aussi tardive. En conséquence, les mesures de sécurité prises furent insuffisantes et la cavalerie française échoua à détecter l'approche des forces adverses ; en outre, la plupart des unités n'occupaient pas d'emplacements défensifs appropriés. Wellington s'en rendit compte en observant les positions ennemies et il donna immédiatement l'ordre d'attaquer. La 3e division reçut l'ordre de faire mouvement contre l'aile gauche française tandis que la division légère devait opérer de même sur son aile droite. 
La manœuvre initiale fut un succès, en grande partie grâce à l'effet de surprise. Plusieurs compagnies du 95th Rifles, appartenant à la division légère, empruntèrent une route étroite et débouchèrent au centre du village de Foz de Arouce, tout près du pont, sans rencontrer de résistance sérieuse. Le reste de la division légère s'engagea frontalement contre la division Marchand pendant que la 3e division faisait mouvement contre la brigade de Mermet, qui constituait l'aile gauche du dispositif français. En dépit de la faible opposition rencontrée par les compagnies du 95th Rifles, ces dernières finirent également par entrer en contact avec les troupes impériales. Le bruit du combat avec cette formation britannique du côté du pont fit prendre conscience aux Français qu'ils étaient en danger d'être coupés de leurs arrières et plusieurs unités abandonnèrent la ligne pour se précipiter vers la rivière. Au moment de traverser le pont, les fantassins français virent que le passage était bloqué par la cavalerie du général Lamotte, qui s'était repliée sur la rive droite une heure auparavant mais qui tentait à présent de revenir sur la rive gauche pour appuyer la division Marchand. Les fuyards essayèrent alors de franchir le cours d'eau en empruntant un gué situé un peu en aval, mais beaucoup d'hommes furent emportés par la force du courant et se noyèrent. L'aigle du 39e de ligne fut perdue et le colonel de ce régiment fut capturé.
Ney sauva la situation en lançant le 3e bataillon du 69e de ligne contre le 95th Rifles, qui avait pénétré dans Foz de Arouce et menaçait l'accès au pont. Les Rifles furent contraints de se retirer et de se regrouper avec le reste de la division légère. Le passage du pont était maintenant dégagé et les troupes françaises le traversèrent dans un certain désordre, essuyant les tirs de l'artillerie anglo-portugaise et de celle du VIIIe corps qui, dans la confusion ambiante, ne faisaient aucune distinction entre les unités amies et ennemies. Après avoir achevé la traversée du pont, les Français firent sauter l'ouvrage, ce qui mit fin au combat.

## Bilan et conséquences
Les pertes françaises sont évaluées entre 200 et 400 hommes selon les sources. Charles Oman les estime à environ 250. Les Alliés déplorèrent de leur côté 71 victimes (9 morts et 62 blessés), dont deux Portugais. Les bagages des divisions Marchand et Mermet furent capturés et la division légère mit la main sur une grande quantité de biscuits. Ce combat permit néanmoins à l'armée française de creuser l'écart avec ses poursuivants car Wellington n'était pas en mesure de reprendre l'offensive sans avoir d'abord remis le pont en état, non seulement pour assurer le passage de son armée mais aussi celui des approvisionnements nécessaires à la subsistance des troupes. Il n'y avait pas encore de dépôt à Coimbra et les fournitures devaient être acheminées depuis Lisbonne. L'armée de Masséna poursuivit quant à elle son repli à travers un territoire presque totalement dépeuplé. 
Charles Oman fait une comparaison entre ce combat et la bataille de la Côa qui se déroula l'année précédente au début de l'invasion, dans la région d'Almeida. Dans les deux cas, souligne l'auteur, une arrière-garde était demeurée trop longtemps sur une rive d'un cours d'eau qui ne pouvait être franchi que sur un pont étroit, manquant à chaque fois d'aboutir à un désastre complet.